# Зисбах
Зисбах (њем. Siesbach) општина је у њемачкој савезној држави Рајна-Палатинат. Једно је од 96 општинских средишта округа Биркенфелд. Према процјени из 2010. у општини је живјело 388 становника. Посједује регионалну шифру (AGS) 7134084.

## Географски и демографски подаци
Зисбах се налази у савезној држави Рајна-Палатинат у округу Биркенфелд. Општина се налази на надморској висини од 388 метара. Површина општине износи 7,4 km². У самом мјесту је, према процјени из 2010. године, живјело 388 становника. Просјечна густина становништва износи 52 становника/km².